# Jyske mesterskab 1946-47 (fodbold)
Det jyske mesterskab i fodbold 1946-47 var den 49. udgave af turneringen om det jyske mesterskab i fodbold for herrer organiseret af Jydsk Boldspil-Union. Turneringen blev vundet af Vejle B for 6. gang.
3. divisionsholdet Vejle vandt overraskende turneringen ved først at besejre de forsvarende mestre AGF i semifinalerne og siden Esbjerg fB i finalen efter omkamp og forlænget spilletid. 
Slutspillet om det jyske mesterskab bestod af vinderen af Jyllandsserien, Herning Fremad samt det bedste jyske hold fra hver af de tre divisioner i Danmarksturneringen, AGF, Esbjerg fB og Vejle B.

## JBUs Mesterskabsrække
JBUs Mesterrække bestod af 20 hold inddelt i to kredse. Kredsvinderne gik videre til finalen i Mesterrækken.

### Nord
| Pos | Hold             | K  | V  | U | T  | M+ | M- | MR    | P  | Kvalifikation eller nedrykning |
| --- | ---------------- | -- | -- | - | -- | -- | -- | ----- | -- | ------------------------------ |
| 1   | Herning Fremad   | 18 | 13 | 3 | 2  | 61 | 27 | 2,259 | 29 | Kvalifikation til finale       |
| 2   | Skive IK (O)     | 18 | 10 | 4 | 4  | 41 | 35 | 1,171 | 24 |                                |
| 3   | Thisted IK       | 10 | 6  | 2 | 2  | 26 | 19 | 1,368 | 14 |                                |
| 4   | Aalborg Freja    | 18 | 8  | 5 | 5  | 37 | 40 | 0,925 | 21 |                                |
| 5   | Frederikshavn fI | 18 | 6  | 5 | 7  | 37 | 37 | 1,000 | 17 |                                |
| 6   | AaB II           | 18 | 7  | 2 | 9  | 34 | 36 | 0,944 | 16 |                                |
| 7   | Skovbakken IK    | 18 | 5  | 4 | 9  | 35 | 46 | 0,761 | 14 |                                |
| 8   | Viborg FF        | 18 | 5  | 4 | 9  | 36 | 42 | 0,857 | 14 |                                |
| 9   | Holstebro BK     | 18 | 3  | 6 | 9  | 29 | 39 | 0,744 | 12 |                                |
| 10  | Brønderslev IF   | 18 | 4  | 3 | 11 | 25 | 45 | 0,556 | 11 | Nedrykning                     |

### Syd
| Pos | Hold           | K  | V  | U | T  | M+ | M- | MR    | P  | Kvalifikation eller nedrykning |
| --- | -------------- | -- | -- | - | -- | -- | -- | ----- | -- | ------------------------------ |
| 1   | Aabenraa BK    | 18 | 12 | 2 | 4  | 54 | 30 | 1,800 | 26 | Kvalifikation til finale       |
| 2   | AGF II         | 18 | 11 | 3 | 4  | 48 | 32 | 1,500 | 25 |                                |
| 3   | Kolding IF     | 18 | 11 | 0 | 7  | 57 | 55 | 1,036 | 22 |                                |
| 4   | Fredericia (O) | 18 | 8  | 4 | 6  | 46 | 31 | 1,484 | 20 |                                |
| 5   | Viby IF (O)    | 18 | 7  | 4 | 7  | 43 | 38 | 1,132 | 18 |                                |
| 6   | Esbjerg fB II  | 18 | 7  | 4 | 7  | 36 | 28 | 1,286 | 18 |                                |
| 7   | AIA            | 18 | 8  | 2 | 8  | 35 | 34 | 1,029 | 18 |                                |
| 8   | Vejle B II     | 18 | 4  | 4 | 10 | 30 | 50 | 0,600 | 12 |                                |
| 9   | Silkeborg IF   | 18 | 3  | 5 | 10 | 28 | 59 | 0,475 | 11 |                                |
| 10  | Kolding B      | 18 | 4  | 2 | 12 | 32 | 52 | 0,615 | 10 | Nedrykningsslutspil            |

### JBU Mesterrækken finale
| 1944 |

| Herning Fremad | 1 - 0 | Aabenraa BK |
| -------------- | ----- | ----------- |
|                |       |             |

| Vejle Stadion, Vejle Tilskuere: 4.000 |

## Slutspil

### Kvalifikation
| Hold til slutspil | Kvalificeret som                       | Øvrige deltagere               |
| ----------------- | -------------------------------------- | ------------------------------ |
| Herning Fremad    | Vinder af JBU Mesterrækken             |                                |
| AGF               | Bedst placerede JBU-hold i 1. division | AaB                            |
| Esbjerg fB        | Bedst placerede JBU-hold i 2. division | Randers Freja og Aalborg Chang |
| Vejle BK          | Bedst placerede JBU-hold i 3. division | Horsens fS og Vejen SF         |

### Semifinaler
| 28. juni 1947 19.30 |

| AGF                    | 1 - 3   | Vejle BK                                                           |
| ---------------------- | ------- | ------------------------------------------------------------------ |
| Svend Petersen Selvmål | (0 - 2) | Erik Skaaning 4' · Tage Sørensen 23' Selvmål · Even Stauner 1-3' · |

| Aarhus Stadion, Aarhus Tilskuere: 2.000 |

| 7. juli 1947 |

| Herning Fremad         | 1 - 6   | Esbjerg fB |
| ---------------------- | ------- | --- |
| Christian Nielsen 1-5' | (1 - 0) | Jens Peder Hansen 0-1' · Erik Terkelsen 0-2' 0-3' · Orla Stejnes 0-4' · Einar Sejerup 0-5' · Hardy Laursen 1-6' · |

| Herning Stadion, Herning |

### Finale
| 13. august 1947 |

| Esbjerg fB                                   | 2 - 2   | Vejle BK                                                   |
| -------------------------------------------- | ------- | ---------------------------------------------------------- |
| Svend Laugesen 1-1' · Jens Peder Hansen 2-2' | (1 - 1) | Erik Skaaning 0-1' · Norman Knopp · Henry Henriksen 1-2' · |

| Vejen Stadion, Vejen Tilskuere: 4.000 |

### Omkamp
| 30. august 1947 |

| Vejle BK                                  | 2 - 1 e.f.s.             | Esbjerg fB |
| ----------------------------------------- | ------------------------ | ---------- |
| Felix Salomon 51' · Helmuth Petersen 2-1' | Ord. kamp: 1 - 1 (0 - 0) | 50 0-1' ·  |

| Kolding Stadion, Kolding Tilskuere: 6.000 |